# Томбали (округ)
Томбали (порт. Tombali) — регион в Гвинее-Бисау. Административный центр — город Катио. Площадь — 3 739 км², население — 91 089 человек (2009 год).

## География
Округ (регион) Томбали расположен на крайнем юго-востоке Гвинеи-Бисау, в её Восточной провинции. На севере граничит с регионами Кинара и Бафата, на юге с Гвинеей, на востоке — с округами Габу и Бафата.
Административно округ управляется из города Катиимор с населением около 9 тысяч человек. Округ Томбали подразделяется на четыре сектора: Беданда, Катио, Кационе и Квебо.
Так как в регионе неразвита дорожная сеть и он в географическом отношении удалён от центра страны, его развитие отстаёт в среднем от общегосударственного уровня Гвинеи-Бисау. В то же время это является причиной того, что здесь сохраняются уникальные условия для дикой, нетронутой природы африканских саванн и джунглей. Особо следует упомянуть национальный парк Parque Natural das Florestas de Cantanhez (Национальный парк растительности Кантанес) площадью в 1.057 км², частично расположенный на полуострове Кубукаре (западной своей частью), который со своими нетронутыми человеком тропическими лесами входит в число 12-ти отмеченных WWF как лучшие на планете экологических регионов. Территория региона, включая саванну, хорошо обеспечена природной влагой, в том числе речной и родниковой водой. В прибрежной зоне находятся в основном мангровые болота и влажные тропические леса.
В жаркий сезон, с декабря по май, средняя температура воздуха в Томбали колеблется между +20 °C и +30 °C. сезон дождей с мая по ноябрь.

## Население и экономика
Согласно официальной оценке, в регионе Томбали на 2009 год проживали около 91 тысячи человек. Соотношение мужчин и женщин здесь — 100/94. Основную часть населения составляет народность баланте, значительны здесь также национальные группы мандинка и фульбе.
В религиозном отношении 15 % населения округа Томбали — христиане, преимущественно католики, 43 % — мусульмане, 25 % исповедуют местные анимистические культы. К атеистам себя относят 0,4 % жителей.
Основой экономики региона является сельское хозяйство, рыболовство и лесная промышленность. Среди наиболее распространённых в регионе Томбали агрокультур следует выделить выращивание риса на многочисленных поливных полях естественного происхождения, плантации масличных пальм и манговых деревьев.